# تابور
تابور (به چکی: Tábor، به آلمانی: Tabor) یکی از شهرهای جمهوری چک در استان بوهمی جنوبی است.
این شهر در مرکز کشور، بر کرانه رود لوژنیتس جای دارد.
تابور به افتخار کوه تابور در اسرائیل که به باور بسیاری از مسیحیان تجلی‌گاه عیسی مسیح است، به این اسم، نامگذاری شده‌است.
هرچند تابور در زبان عامه و امروزین چکی به اردوگاه یا لشگرگاه ترجمه می‌شود.
جمعیت تابور بر پایه آمار سال ۲۰۰۵ برابر با ۳۶٬۰۱۳ نفر و مساحتش ۶۲٫۲۲ کیلومتر مربع است.

## نگارخانه

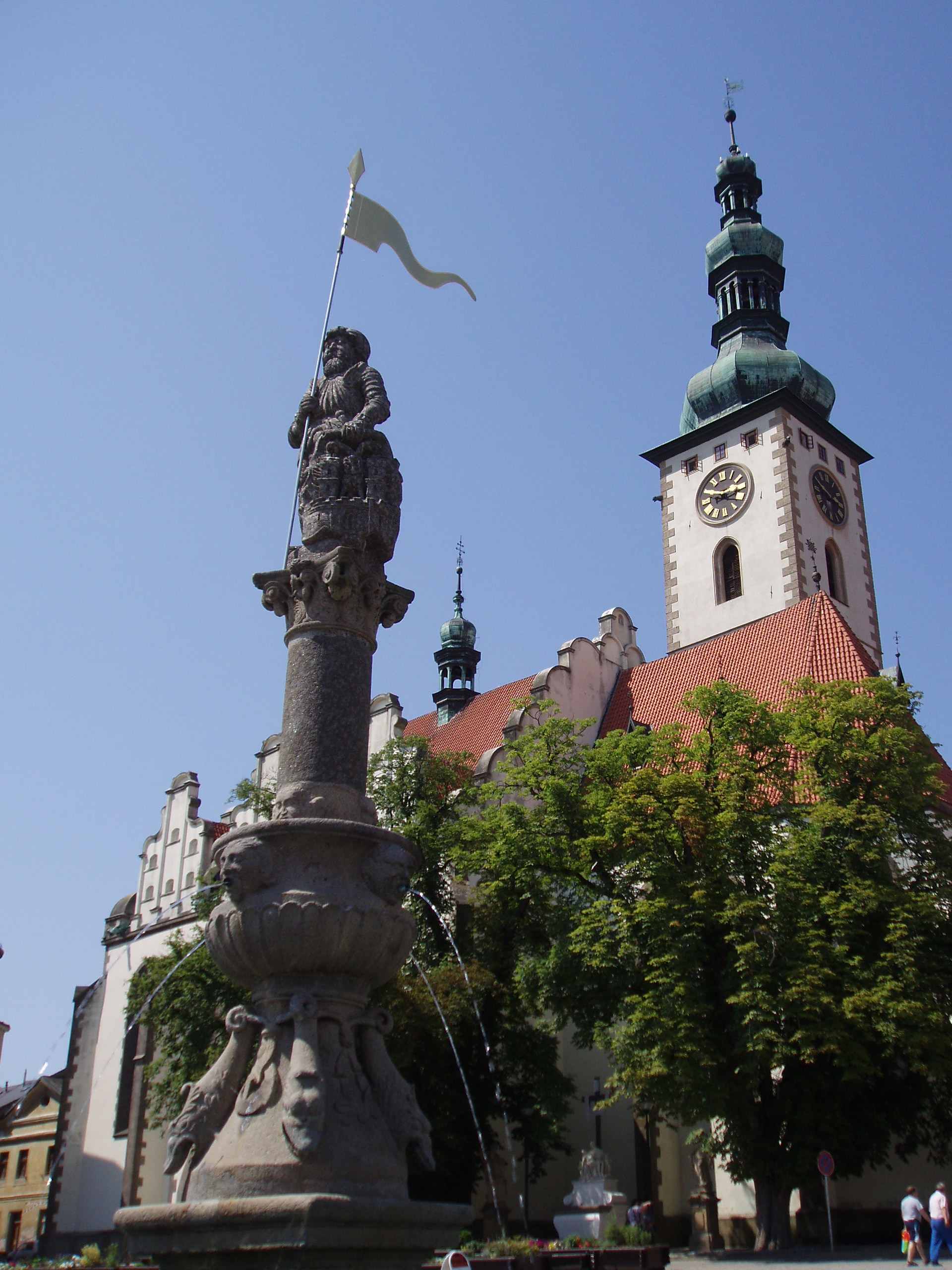
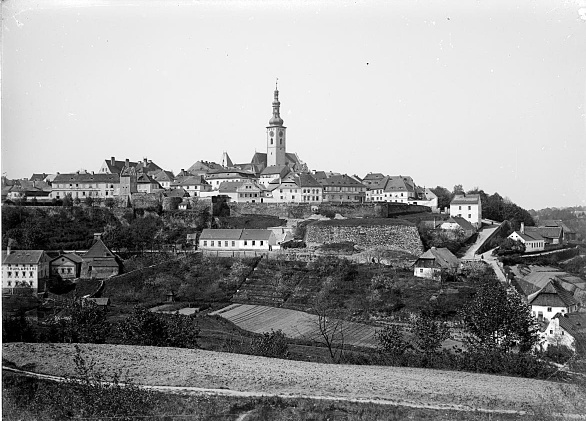
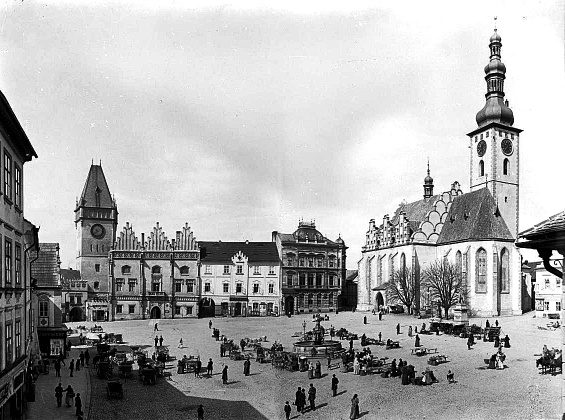
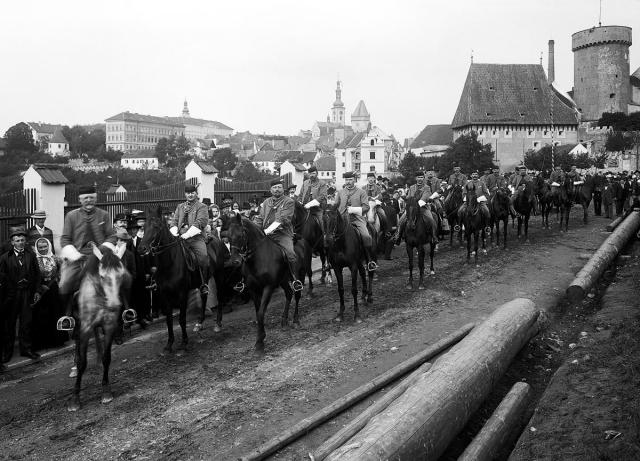
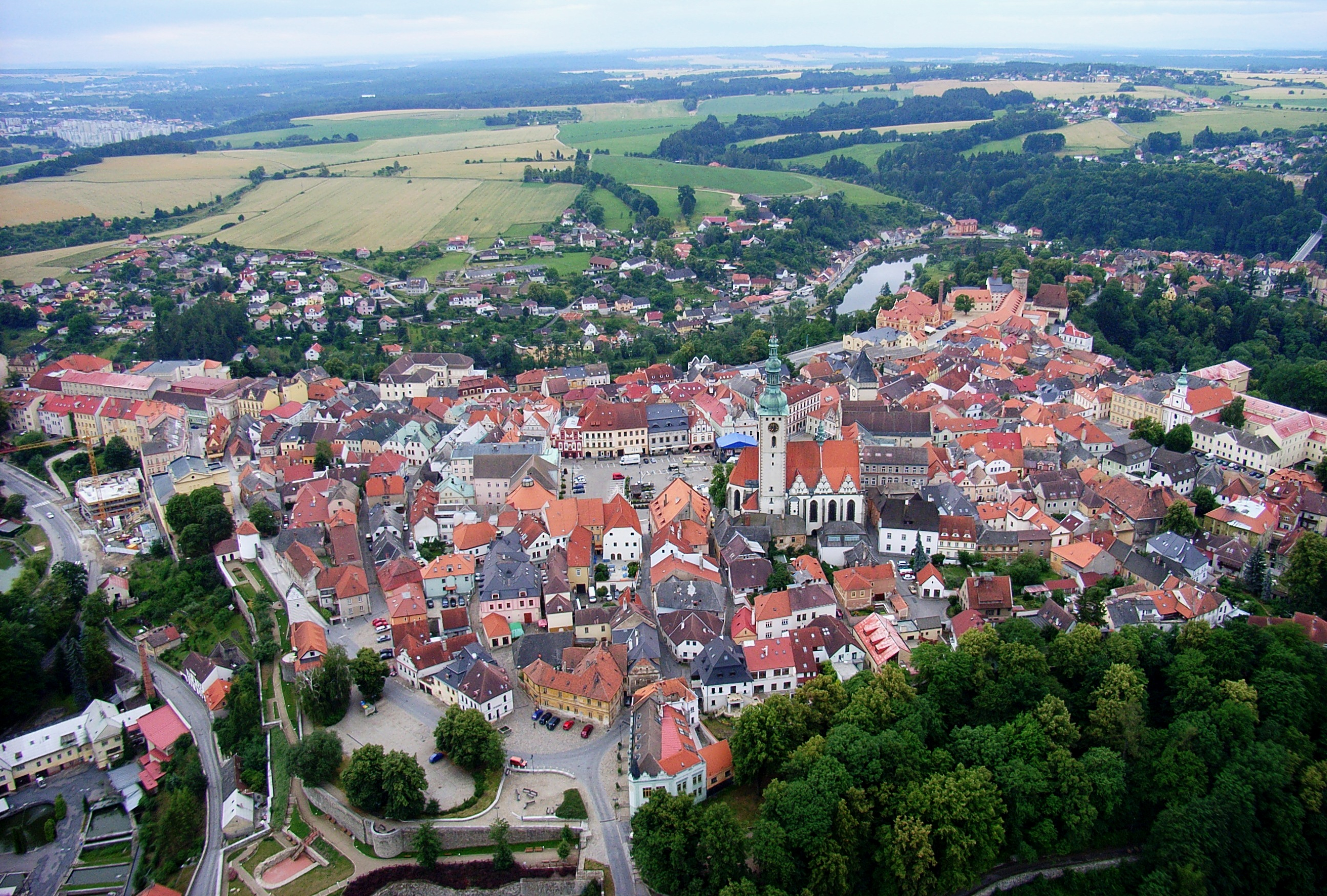
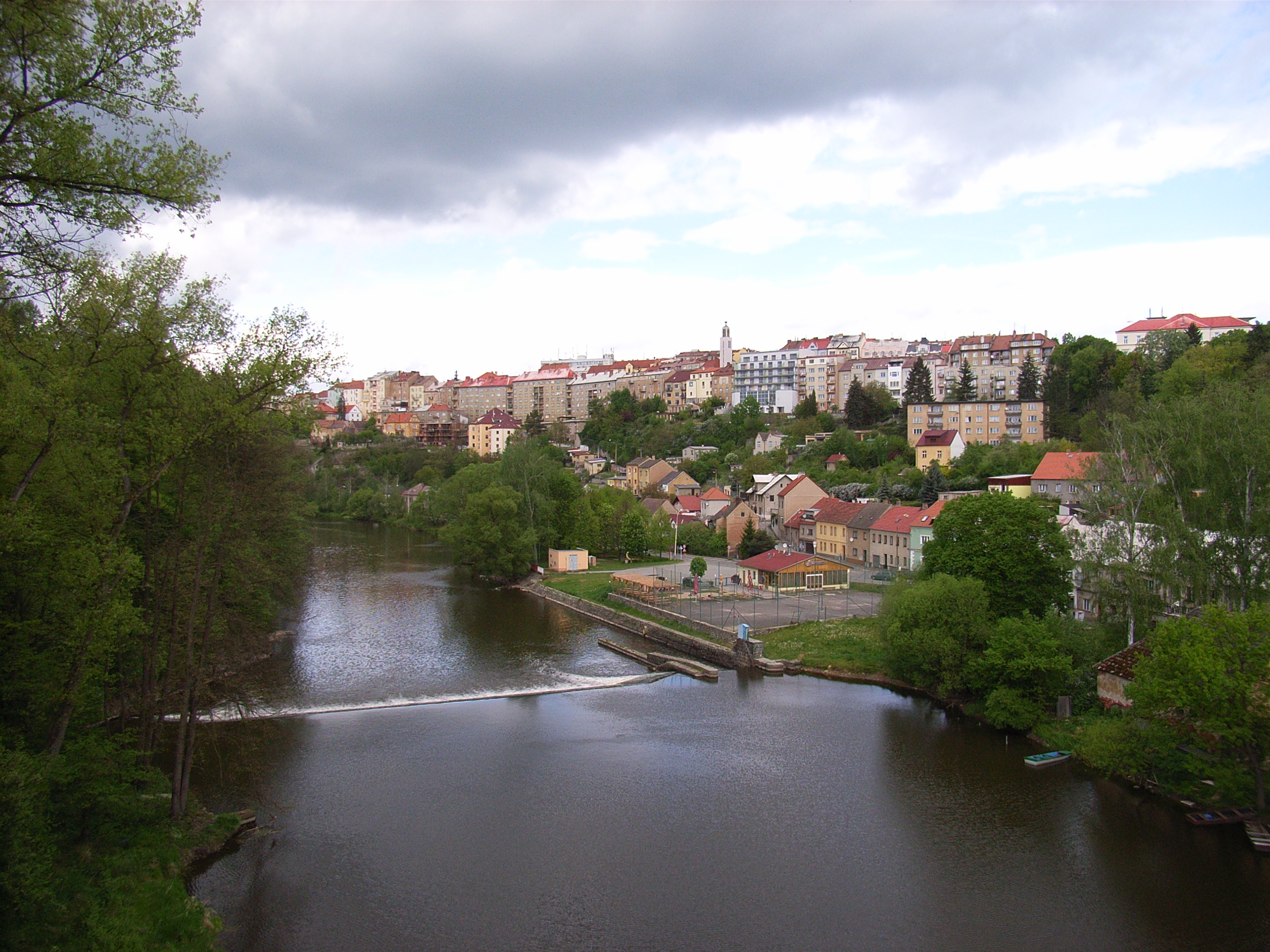
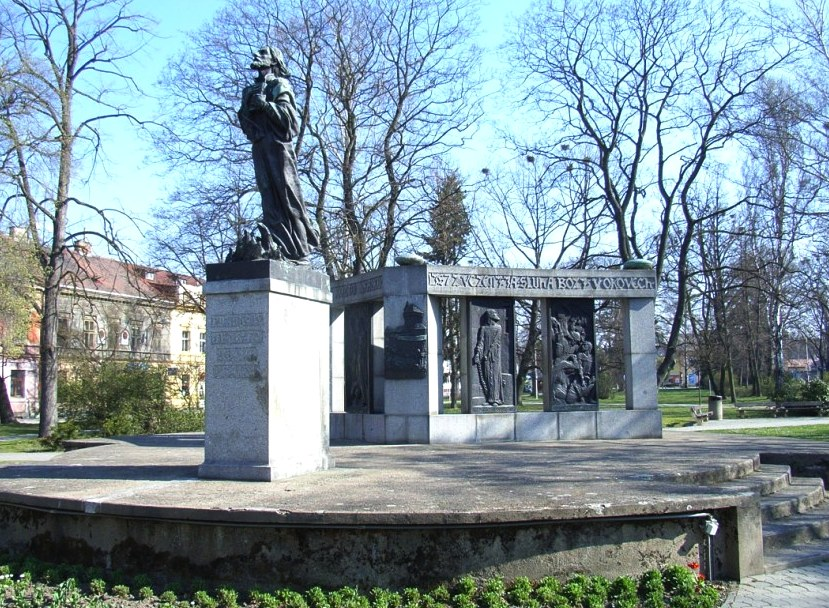
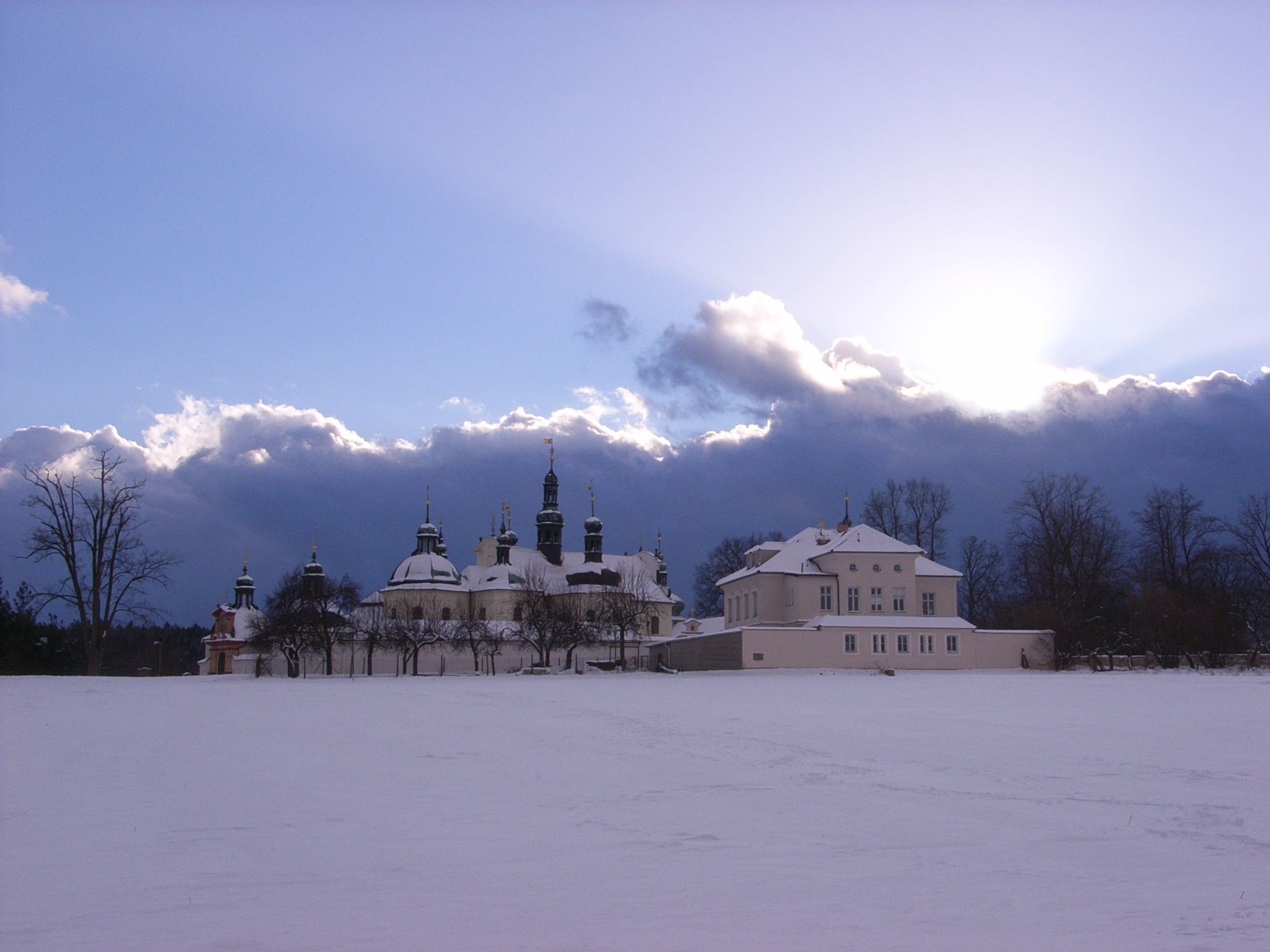
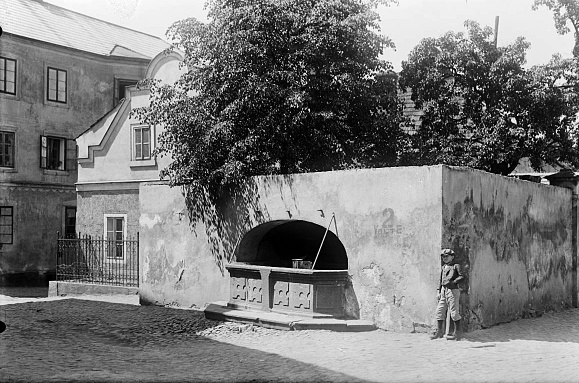
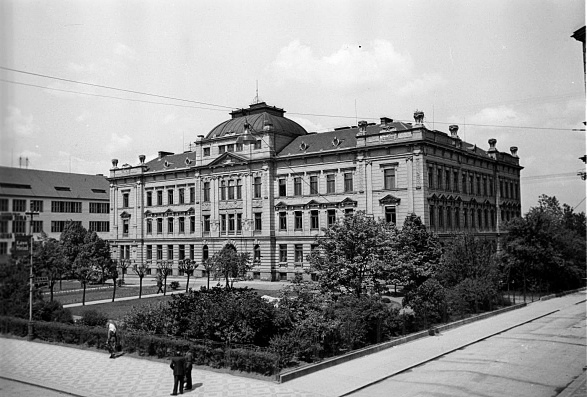